# Parallactis panchlora
Parallactis panchlora is een vlinder uit de familie dominomotten (Autostichidae). De wetenschappelijke naam van deze soort is voor het eerst geldig gepubliceerd in 1911 door Meyrick.
De soort komt voor in het Afrotropisch gebied.